# Monastère d'Arapovo
Le monastère d'Arapovo de sainte Kyriake (en) (bulgare : Араповски манастир „Света Неделя“, Arapovski manastir „Sveta Nedelya“) est un monastère orthodoxe bulgare situé à environ six kilomètres à l'est d'Assénovgrad, au centre-sud de la Bulgarie.
Fondé au milieu du XIXe siècle, il appartient à l'éparchie de Plovdiv et est nommé d'après le village d'Arapovo, connu de nos jours sous le nom de Zlatovrah.
La construction, commandée par l'hiéromoine Sophronius, a commencé vers 1856. L'école monastique a été fondée en 1859, la même année où l'église principale a été complétée.
L'architecture du bâtiment est semblable à celle du monastère Gorni Voden (bg). Elle a été réalisée par Stoyu de Yugovo. Le peintre principal est Gueorgui Dantchov, qui a été assisté par Aleksi Atanasov. La tour était liée au chef hajduk Angel Voyvoda, qui était un ktitor du monastère. 

## Galerie

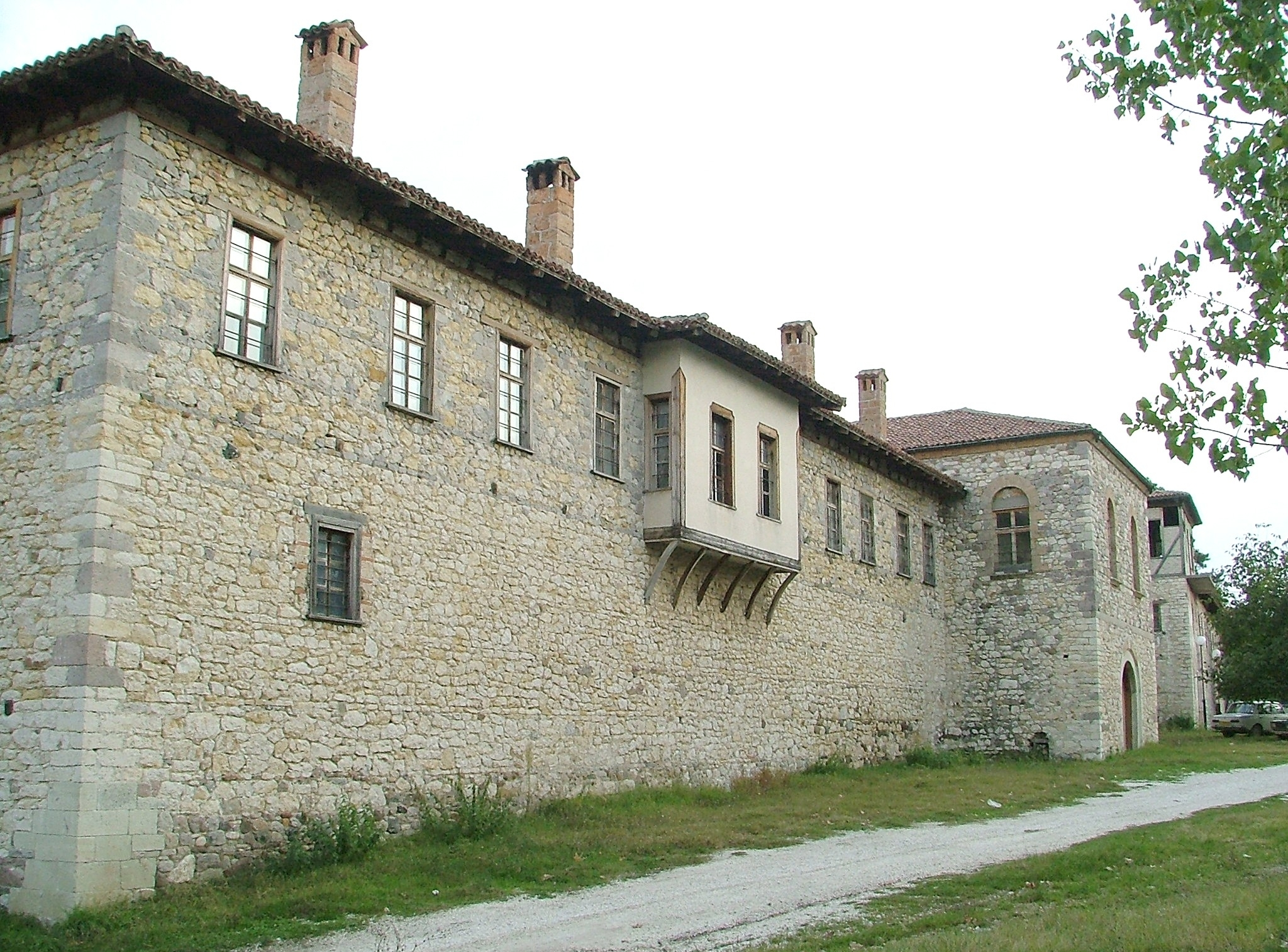
Vue extérieure
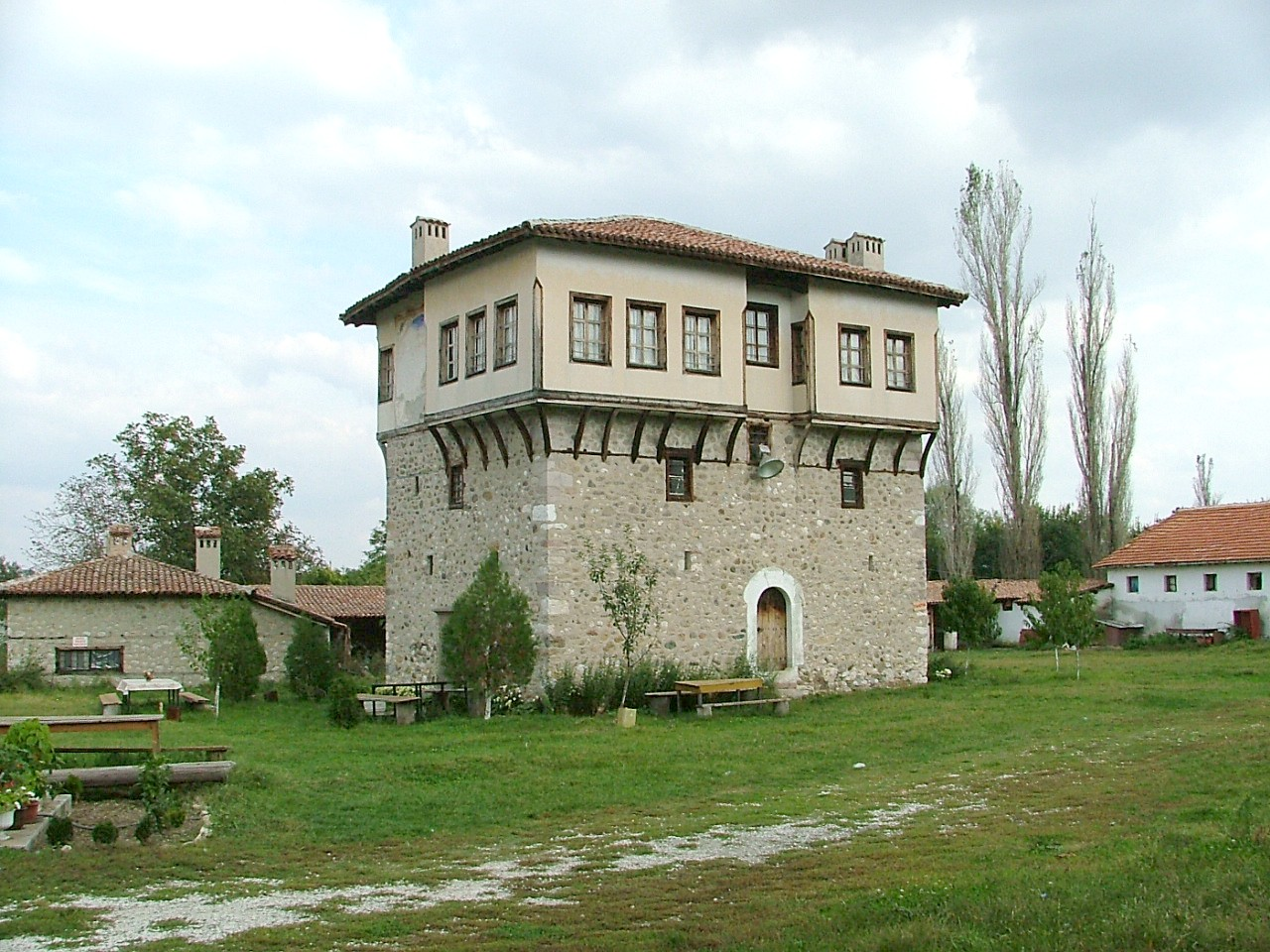
Tour de l'ange Voyvoda
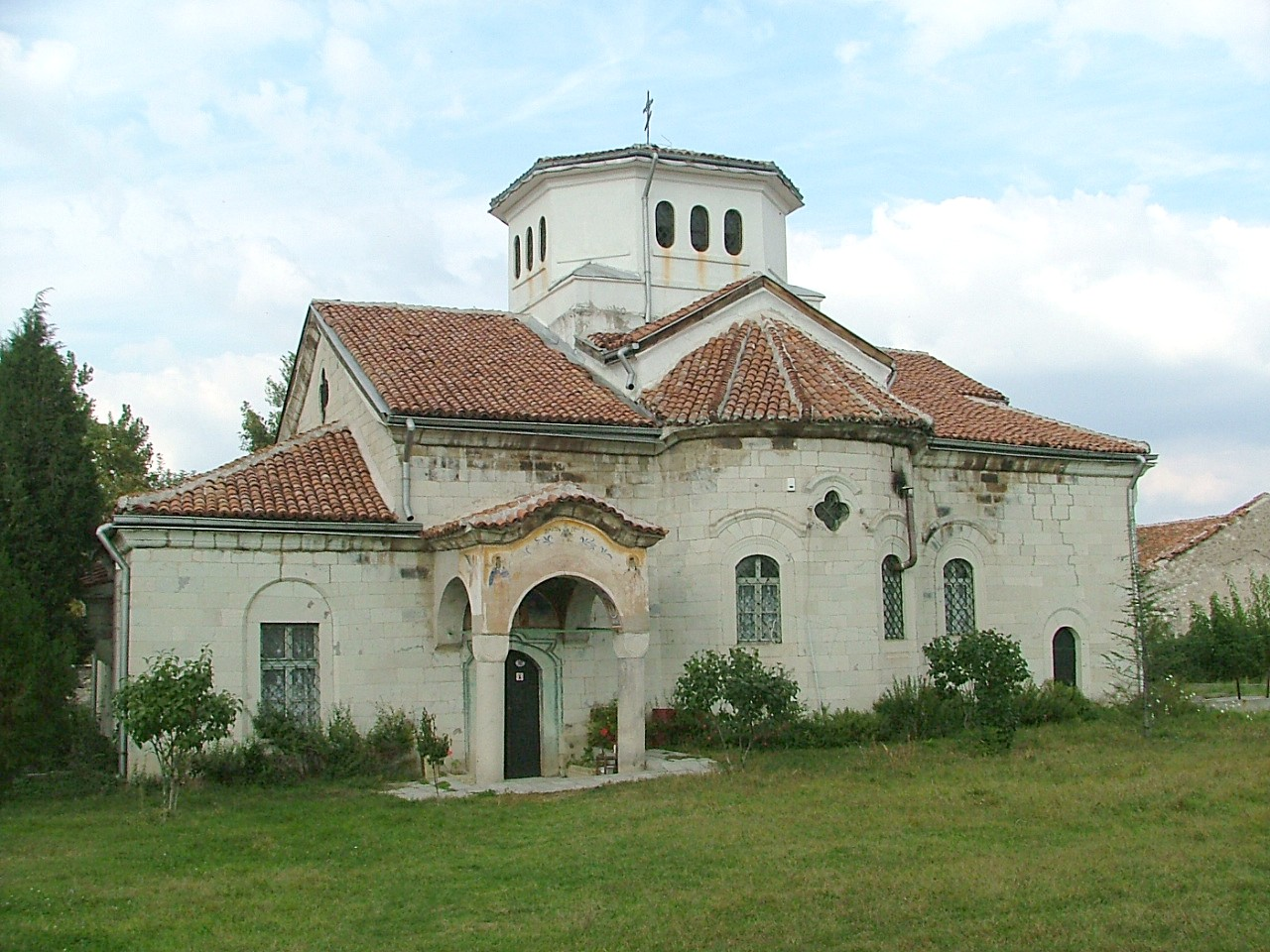
Église principale
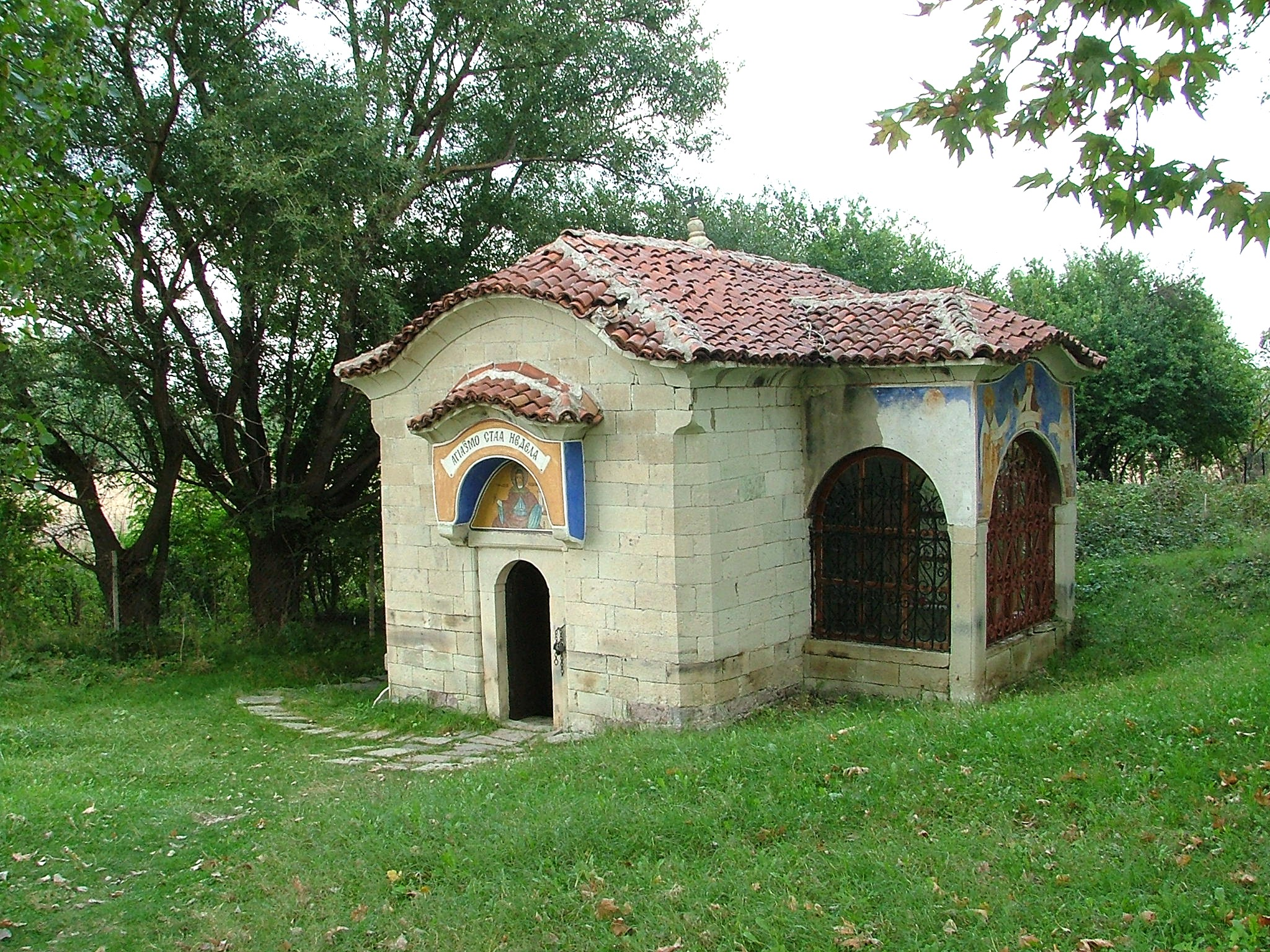
Chapelle
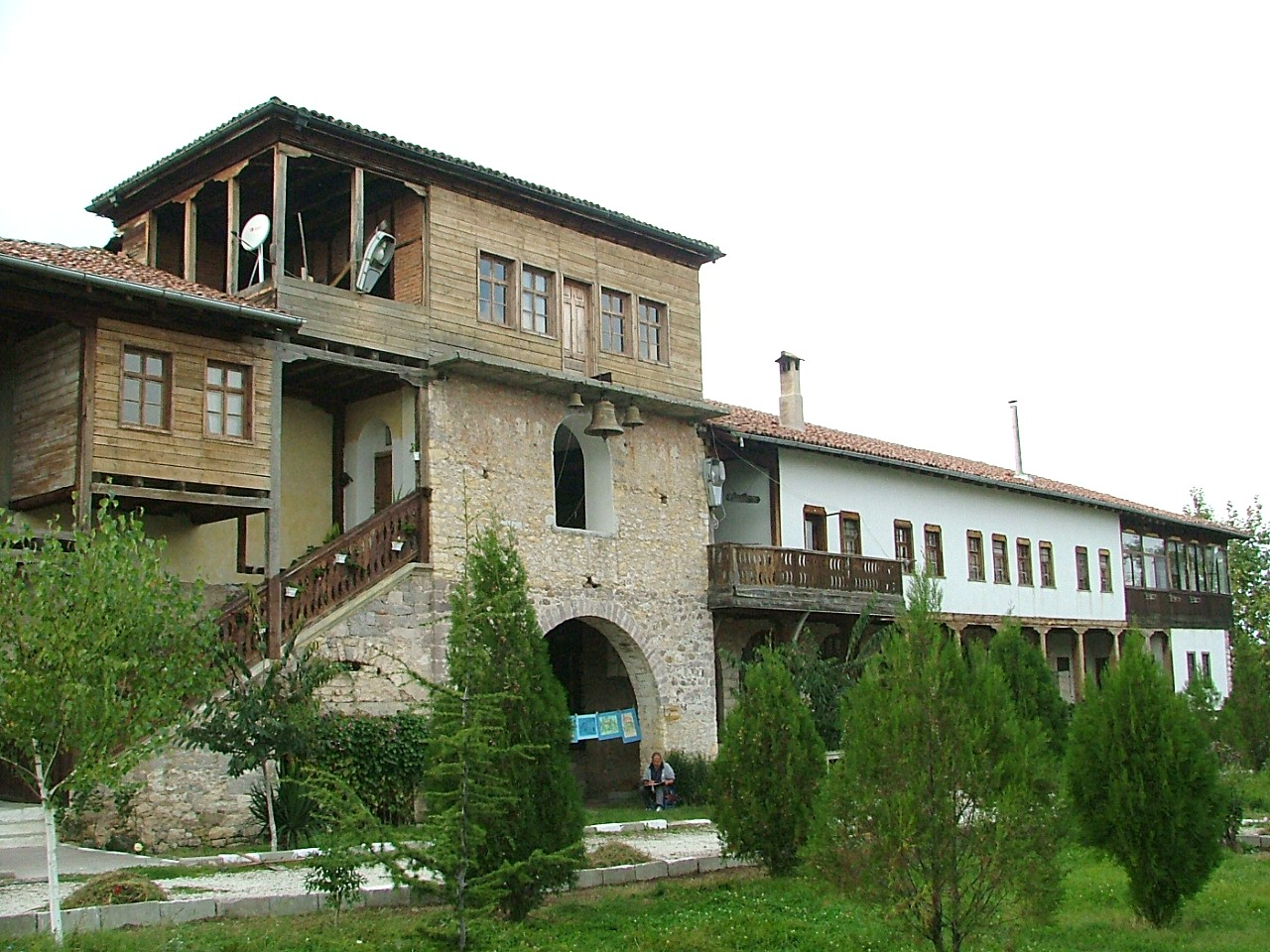
Vue de la cour intérieure